# IceFrog
IceFrog là một nhà thiết kế trò chơi, được biết đến như là người tham gia lâu nhất và vẫn đang còn phát triển Defense of the Ancients của Warcraft III và Dota 2.
IceFrog tham gia phát triển DotA từ năm 2005 sau nhà thiết kế Steve "Guinsoo" Feak rời bỏ dự án DotA Allstars để trao nó cho Neichus và IceFrog Lúc đầu Guinsoo mời anh tham gia dự án như là một cộng sự của Guinsoo, tuy nhiên sau đó IceFrog đã toàn quyền phát triển custom map này từ phiên bản 6.00 trở đi. Kể từ lúc bắt đầu tham gia, IceFrog đã bổ sung thêm nhiều các vị tướng (heroes), các vật phẩm (items) và các bản sửa lỗi game nhằm tạo ra sự cân bằng trong trò chơi. Mỗi bản phát hành được đi kèm với một bản ghi chú thông báo những thay đổi trong game, được đưa lên trang web chính thức (thường được gọi là changelogs).

## Dota 2
Ngày 9 tháng 10 năm 2009, IceFrog liên hệ với Valve Corporation. Ông chủ của Valve là Gabe Newell và lập trình viên cao cấp của Valve, Adrian Finol cực kỳ quan tâm đến dòng game mới là MOBA mà DotA là đại diện, được coi là cuộc cách mạng mới của ngành công nghiệp trò chơi điện tử tương lai. Valve đã mời Ice Frog đến trụ sở của mình tại Bellevue, Mỹ, chính thức tuyển dụng IceFrog và cho anh đảm nhiệm vị trí thiết kế chính cho Dota 2, tựa game độc lập kế thừa DotA, cùng với việc sử dụng thuật ngữ ARTS (Action Real-time Strategy, chiến thuật thời gian thực), khi Riot đã nhanh tay sử dụng thuật ngữ MOBA cho Liên Minh Huyền Thoại.
Để tránh tranh chấp về bản quyền với Blizzard, cái tên Dota được sử dụng như là một khái niệm với chữ "a" viết thường thay vì "A". Năm 2010, Dota 2 được Game Informer chính thức công bố và mười tháng sau, trò chơi được phát hành lần đầu tiên miễn phí trên phần mềm Steam của Valve.

## Danh tính thật
IceFrog chưa bao giờ công khai bất cứ thông tin cá nhân nào. Tuy nhiên, vào ngày 3 tháng 2 năm 2009, anh tiết lộ trên blog rằng mình 25 tuổi.
Theo một tin đồn, tên thật của IceFrog là Abdul Ismail. Vào cuối năm 2010, một người dùng ẩn danh tự nhận mình là nhân viên của Valve đã đăng một bài viết phỉ báng có tên "Sự thật về IceFrog: Phía sau sự nhảm nhí", bị đại diện của Valve cho là "giả mạo". Bài viết tuyên bố rằng IceFrog trước đó đã bí mật làm Heroes of Newerth cho S2 Games trước khi gia nhập Valve, với tên là Abdul Ismail.
Cái tên Abdul Ismail xuất hiện trở lại trong một tài liệu về sở hữu tài sản trí tuệ Dota 2 của Valve từ tháng 4 năm 2017 cũng đã trích dẫn Ismail là tên thật của IceFrog trong các credits mang tên Free to Play. Chưa xác định được các credits trên là IceFrog hay một nhân viên khác của Valve.
Ngoài ra, tạp chí trò chơi điện tử EDGE đã gọi Icefrog là Abdul Ismail trong ấn phẩm số 250.